# Pericrocotus
Pericrocotus je rod ptáků z čeledi housenčíkovitých. Český název je suříkovec. V současné době je do tohoto rodu řazeno 15 druhů žijících hlavně v lesích jižní a jihovýchodní Asie. Jedná se o menší, štíhlé ptáky s dlouhými ocasními pery. Mnoho z těchto 15 druhů je zbarveno do ruda či žluta. Živí se převážně hmyzem a většinou je lze najít v malých skupinkách v korunách stromů.

## Druhy
- Pericrocotus albifrons Jerdon, 1862
- Pericrocotus brevirostris (Vigors, 1831) – suříkovec krátkozobý
- Pericrocotus cantonensis Swinhoe, 1861 – suříkovec černouzdičkový
- Pericrocotus cinnamomeus (Linnaeus, 1766) – suříkovec rehkovitý
- Pericrocotus divaricatus (Raffles, 1822) – suříkovec šedý
- Pericrocotus erythropygius (Jerdon, 1840) – suříkovec bělobřichý
- Pericrocotus ethologus Bangs & J. C. Phillips, 1914 – suříkovec dlouhoocasý
- Pericrocotus flammeus (J. R. Forster, 1781) – suříkovec šarlatový
- Pericrocotus igneus Blyth, 1846 – suříkovec ohnivý
- Pericrocotus lansbergei Büttikofer, 1886 – suříkovec floreský
- Pericrocotus miniatus (Temminck, 1822) – suříkovec sundský
- Pericrocotus roseus (Vieillot, 1818) – suříkovec růžový
- Pericrocotus solaris Blyth, 1846 – suříkovec šedolící
- Pericrocotus speciosus (Latham, 1790)
- Pericrocotus tegimae Stejneger, 1887 – suříkovec japonský